# Carolyn Hart
Pour les articles homonymes, voir Hart.
Compléments
Phi Beta Kappa
Carolyn Hart, née Gimpel le 25 août 1936 à Oklahoma City dans l'Oklahoma, est une écrivain américaine, auteure de roman policier.

## Biographie
Elle décroche un diplôme en journalisme de l'Université de l'Oklahoma en 1958. Elle exerce ensuite le métier de journaliste jusqu'en 1986, date à laquelle elle décide de se consacrer entièrement à l'écriture de romans policiers humoristiques et d'ouvrages de littérature d'enfance et de jeunesse.
Elle crée deux héroïnes d'enquêtes policières : Annie Laurence, une jeune libraire spécialisée dans la fiction policière, dont la boutique, décorée de tasses è l'effigie des grands auteurs du genre, à pignon sur rue sur une île au large des côtes de la Caroline du Sud, et Henrie O, surnom de Henrietta O'Dwyer, une veuve d'une soixantaine d'années et ancienne journaliste, qui partage occasionnellement sa vie avec un auteur de littérature policière. Elle a également créé en 2008 le personnage du fantôme enquêteur Bailey Ruth Raeburn.
Carolyn Hart remporte le prix Agatha en 1989, 1994 et  2004 et un prix Anthony en 1989 et 1990.
Elle reçoit en 2014 le Grand Master Award de l'association des Mystery Writers of America.

## Œuvre

### Romans

#### SérieAnnie Laurence (Death on Demand)
1. Death on Demand (1987) Publié en français sous le titre Meurtre en librairie, traduit par Gérard de Chergé, Paris, Éditions Liana Levi, coll. « À corps et à crime », 1996, 301 p.  (ISBN 2-86746-141-3), réédition, Paris, L.Levi, « Piccolo » no 25, 2004
2. Design for Murder (1988)
3. Something Wicked (1988)
4. Honeymoon with Murder (1988) Publié en français sous le titre La libraire mène l'enquête, traduit par Aline Sainton, Paris, Éditions Liana Levi, coll. « À corps et à crime », 1996, 317 p.  (ISBN 2-86746-159-6), réédition, Paris, L.Levi, « Piccolo » no 35, 2005
5. A Little Class on Murder (1989)
6. Deadly Valentine (1990)
7. The Christie Caper (1991)
8. Southern Ghost (1992) Publié en français sous le titre Libraire cherche fantôme, traduit par Aline Sainton, Paris, Éditions Liana Levi, coll. « À corps et à crime », 1997, 382 p.  (ISBN 2-86746-165-0)
9. Mint Julep Murder (1995)
10. Yankee Doodle Dead (1998)
11. White Elephant Dead (1999)
12. Sugarplum Dead (2000)
13. April Fool Dead (2002)
14. Engaged to Die (2003)
15. Murder Walks the Plank (2004)
16. Death of the Party (2005)
17. Dead Days of Summer (2006)
18. Death Walked In (2008)
19. Dare to Die (2009)
20. Laughed 'Til He Died (2010)
21. Dead by Midnight (2011)
22. Death Comes Silently (2012)
23. Dead, White and Blue (2013)
24. Dead at the Door (2014)

#### SérieHenrie O
1. Dead Man's Island (1993)
2. Scandal in Fair Haven (1994)
3. Death in Lovers' Lane (1997)
4. Death in Paradise (1998)
5. Death on the River Walk (1999)
6. Resort to Murder (2001)
7. Set Sail for Murder (2007)

#### SérieBailey Ruth Raeburn
1. Ghost at Work (2008)
2. Merry, Merry Ghost (2009)
3. Ghost In Trouble (2010)
4. Ghost Gone Wild (2013)
5. Ghost Wanted (2014)
6. Ghost to the Rescue (2015)
7. Ghost Times Two (2016)
8. Ghost on the Case (2017)
9. Ghost Ups Her Game (2020)
10. Ghost Blows a Kiss (2021)

### Autres romans
- The Secret in the Cellar (1964)
- Dangerous Summer (1968)
- No Easy Answers (1970)
- Rendezvous in Veracruz (1972)
- Danger, High Explosives! (1972)
- Flee from the Past (1975)
- A Settling of Accounts (19763)
- Escape from Paris (1982)
- The Rich Die Young (1983)
- Death by Surprise (1983)
- Castle Rock (1983)
- Skulduggery (1984)
- The Devereaux Legacy (1986)
- Brave Hearts (1987)
- The Secret of the Cellars (1998)
- Letter from Home (2003)
- The Sunken Sailor (2004), roman en collaboration avec une dizaine d'auteurs, dont Simon Brett et Dorothy Cannell
- What the Cat Saw (2012)
- Cry in the Night (2012)

### Recueil de nouvelles
- Crime on Her Mind (1999)
- Secrets and Other Stories of Suspense (2008)

### Autres publications
- The Sooner Story, 1890-1980 (1980), en collaboration avec Charles F. Long
- Crimes of the Heart (1995), anthologie éditée par C. Hart
- Love & Death (2001), anthologie éditée par C. Hart
- Much Depends on Dinner: a Year in the Telegrah Kitchen (2008)
- A Feast of Cooks (2009)

## Adaptation
- 1996 : Dead Man's Island, téléfilm américain de Peter Roger Hunt, d'après le roman éponyme, avec Barbara Eden et William Shatner

## Sources
- Claude Mesplède, Dictionnaire des littératures policières, vol. 1 : A - I, Nantes, Joseph K, coll. « Temps noir », 2007, 1054 p. (ISBN 978-2-910-68644-4, OCLC 315873251), p. 939.